# Reticulitermes
Reticulitermes is een geslacht van termieten uit de familie van de Rhinotermitidae. Ze zijn te vinden in de meeste gematigde streken op aarde, waaronder een groot deel van Azië en het Midden-Oosten, West-Europa en heel Noord-Amerika.

## Kaste beschrijvingen

### Reproductieve kaste
De langere levensduur van sociale insectenkoninginnen is interessant omdat het de aanwezigheid van een anti-verouderingsmechanisme impliceert. Langlevende koninginnen van Reticulitermes speratus hebben duidelijk minder oxidatieve schade aan hun DNA dan niet-reproductieve individuen (arbeiders, soldaten en nimfen). Koninginnen hebben meer dan twee keer de katalase-activiteit en zeven keer hogere expressieniveaus van het katalase-gen RsCAT1 dan arbeiders, soldaten en nimfen. Katalase katalyseert de ontleding van de reactieve zuurstofspecies waterstofperoxide en beschermt tegen oxidatieve stress. Het lijkt erop dat de langere levensduur van koninginnen van R. speratus gedeeltelijk wordt verklaard door hun efficiënte antioxiderende vermogen.
In de twee Reticulitermes-soorten R. virginicus en R. speratus zijn moeder-zoon kweeksystemen gevonden. Dit betekent dat hun kolonieleden meer verwant zijn met hun moeder dan met hun vader, aangezien 50% van hun genotype afkomstig is van hun moeder en 50% van hun vader, die ook 50% van zijn genotype deelt met hun gedeelde moeder. Dit heeft aangetoond dat de vrouwelijke alaatproduktie vertekend is ten opzichte van mannen, waarschijnlijk omdat kolonieleden de voorkeur geven aan de zorg voor degenen met wie ze het meest verwant zijn (zie Kin-selectie).

### Arbeiderskaste
Geen enkele Reticulitermes-soort heeft een echte arbeiderskaste, wat betekent dat individuen die geen voortplantingsorganen of soldaten zijn, theoretisch ergatoïde voortplantingsorganen kunnen worden vanwege de hemimetabolische aard van de meeste termieten. Degenen die dat niet kunnen, kunnen soldaten worden of arbeiders blijven. Deze individuen richten zich meestal op broedzorg en algemeen nestbeheer.

### Soldatenkaste
De soldatenkaste van de meeste Reticulitermes verdedigt het nest door ofwel hun kaken te gebruiken om indringers aan te vallen of door hun grote hoofden te gebruiken om de ingangen van hun nesten af te sluiten. Ze zijn het meest bekend om hun defensieve vaardigheden, hoewel ze ook veel andere taken vervullen, zoals het helpen van koloniereproductie door alaten te begeleiden en de productie van aanvullende reproductieve dieren te stimuleren. Net als andere termietensoldaten kunnen ze zichzelf niet voeden vanwege hun grote kaken.
Veel soorten Reticulitermes hebben seksuele vooroordelen in hun soldatenkasten met aanzienlijk meer vrouwelijke soldaten dan mannen. Sommige soorten, zoals R. virginicus, hebben bijna geen mannelijke soldaten. Aangenomen wordt dat dit wordt veroorzaakt door het seksuele dimorfisme bij termieten waarin vrouwtjes een groter potentieel hebben dan mannetjes en het feit dat soldaten ingangen moeten kunnen afsluiten met hun grote hoofd. In R. flavipes, waar er geen seksueel dimorfisme is in de reproductieve kaste, is er echter ook geen geslachtsvooroordeel bij de productie van soldaten.

## Verspreiding

### In Europa
Reticulitermes flavipes (voormalig santonensis) wordt gevonden in het westen van Frankrijk, Reticulitermes grassei in het zuidwesten van Frankrijk, het noordwesten en het zuiden van Spanje en Portugal, Reticulitermes banyulensis in de regio Roussillon in Frankrijk en Reticulitermes lucifugus in de Provence. De ondersoort Reticulitermes lucifugus corsicus komt voor op Corsica en Sardinië. Reticulitermes urbis, een nieuw beschreven soort wordt gevonden in stedelijke gebieden in het zuidoosten van Frankrijk (Marseille in het westen tot Italië in het oosten).

### In Azië
- Reticulitermes clypeatus wordt gevonden in het Midden-Oosten.
- Reticulitermes lucifugus komt voor in Turkije.
- Reticulitermes chinensis, Reticulitermes guangzhouensis, Reticulitermes leptomandibularis en Reticulitermes khaoyaiensis worden gevonden in China.
- Reticulitermes kanmonensis in Korea, China en Japan.
- Reticulitermes amamianus, Reticulitermes speratus, Reticulitermes miyatakei, Reticulitermes okinawanus en Reticulitermes yaeyamanus worden gevonden in Japan.
- Reticulitermes arenicola komt voor in India.
- Reticulitermes speratus wordt ook overal in Zuid-Korea gevonden, evenals in Japan en Noord-Korea

### In Noord-Amerika
De oostelijke ondergrondse termiet (Reticulitermes flavipes) is de meest verspreide termiet in het oosten van de Verenigde Staten. R. flavipes wordt vaak aangetroffen in het zuiden van Ontario en wordt aangetroffen in alle oostelijke staten, waaronder Texas, tot ver in het zuiden als Mexico-Stad en zo ver in het westen als Arizona, met waarschijnlijk toevallige introducties aan de westkust van de Verenigde Staten.
Andere termieten die daar worden gevonden zijn de donkere zuidoostelijke ondergrondse termiet (Reticulitermes virginicus) en de lichte zuidoostelijke ondergrondse termiet (Reticulitermes hageni). Deze zijn economisch minder belangrijk (zoals bij schade aan gewassen) vanwege hun beperktere bereik.
Andere termietensoorten: Reticulitermes hesperus in Californië, Reticulitermes malletei in Mississippi, Reticulitermes nelsonae in Louisiana en Florida.

## Soorten
- Reticulitermes amamianus
- Reticulitermes arenicola
- Reticulitermes balkanensis
- Reticulitermes banyulensis
- Reticulitermes chinensis
- Reticulitermes clypeatus
- Reticulitermes flavipes
- Reticulitermes grassei
- Reticulitermes guangzhouensis
- Reticulitermes hageni
- Reticulitermes hesperus
- Reticulitermes kanmonensis
- Reticulitermes khaoyaiensis
- Reticulitermes leptomandibularis
- Reticulitermes lucifugus
- Reticulitermes malletei
- Reticulitermes miyatakei
- Reticulitermes nelsonae
- Reticulitermes okinawanus
- Reticulitermes speratus
- Reticulitermes tibialis
- Reticulitermes urbis
- Reticulitermes virginicus
- Reticulitermes yaeyamanus